# محمية غابة نهر آفي
تقع محمية غابة نهر آفي في ولاية كروس ريفر ، نيجيريا، وتغطي مساحة 312 كيلومتر مربع (120 ميل2). وهي واحدة من أكبر كتل الغابات المتبقية في الولاية بخلاف منتزه كروس ريفر الوطني. تقع المحمية بين محمية الحياة البرية في جبل آفي وغابة مجتمع جبال مبي، وكلاهما موطن لغوريلا كروس ريفر وتشكل ممرًا بينهما. أشار تقرير صدر عام 2008 إلى أن المستويات المتزايدة من قطع الأشجار والزراعة والصيد كانت تضع الغوريلا تحت التهديد.
لقد جذب مشروع تطوير الطريق السريع النيجيري انتباه الرأي العام الدولي بسبب تأثيره الكبير على محمية الحياة البرية في جبل آفي والعالم الحي فيها. سوف تتعرض أفيال الغابات، والشمبانزي النيجيري الكاميروني، والثعالب، وآكل النمل الحرشفي، والتماسيح قصيرة الأرجل، والعديد من الحيوانات الأخرى للخطر.

## قراءة إضافية
- محمية الحياة البرية في جبل آفي
- تحديث عن نيجيريا: العمل الأخير لجمعية الحفاظ على الحياة البرية
- جمعية الحفاظ على البيئة العالمية: نيجيريا